# Fragaria nubicola
Fragaria nubicola là loài thực vật có hoa trong họ Hoa hồng. Loài này được (Hook. f.) Lindl. ex Lacaita mô tả khoa học đầu tiên năm 1916.

## Hình ảnh

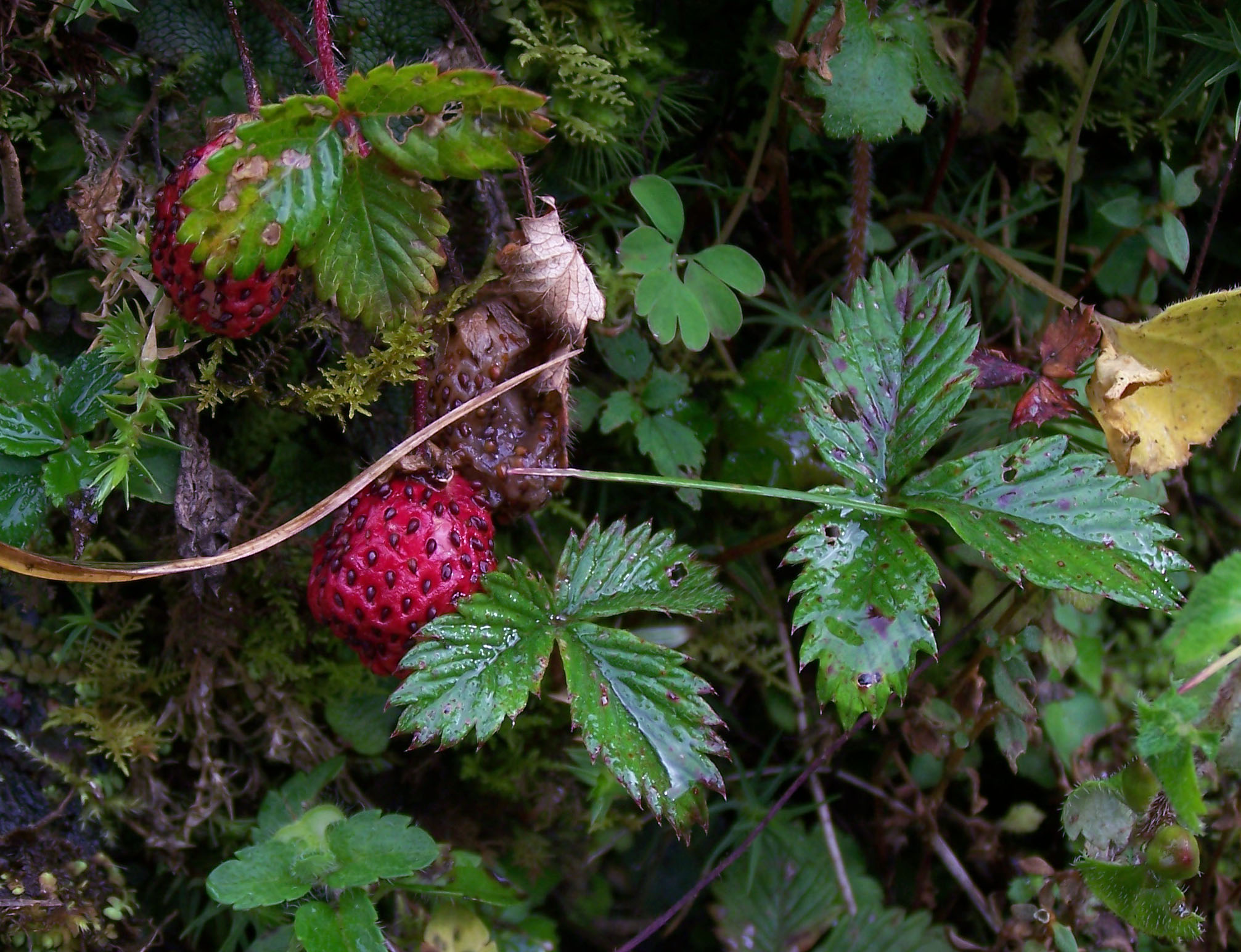
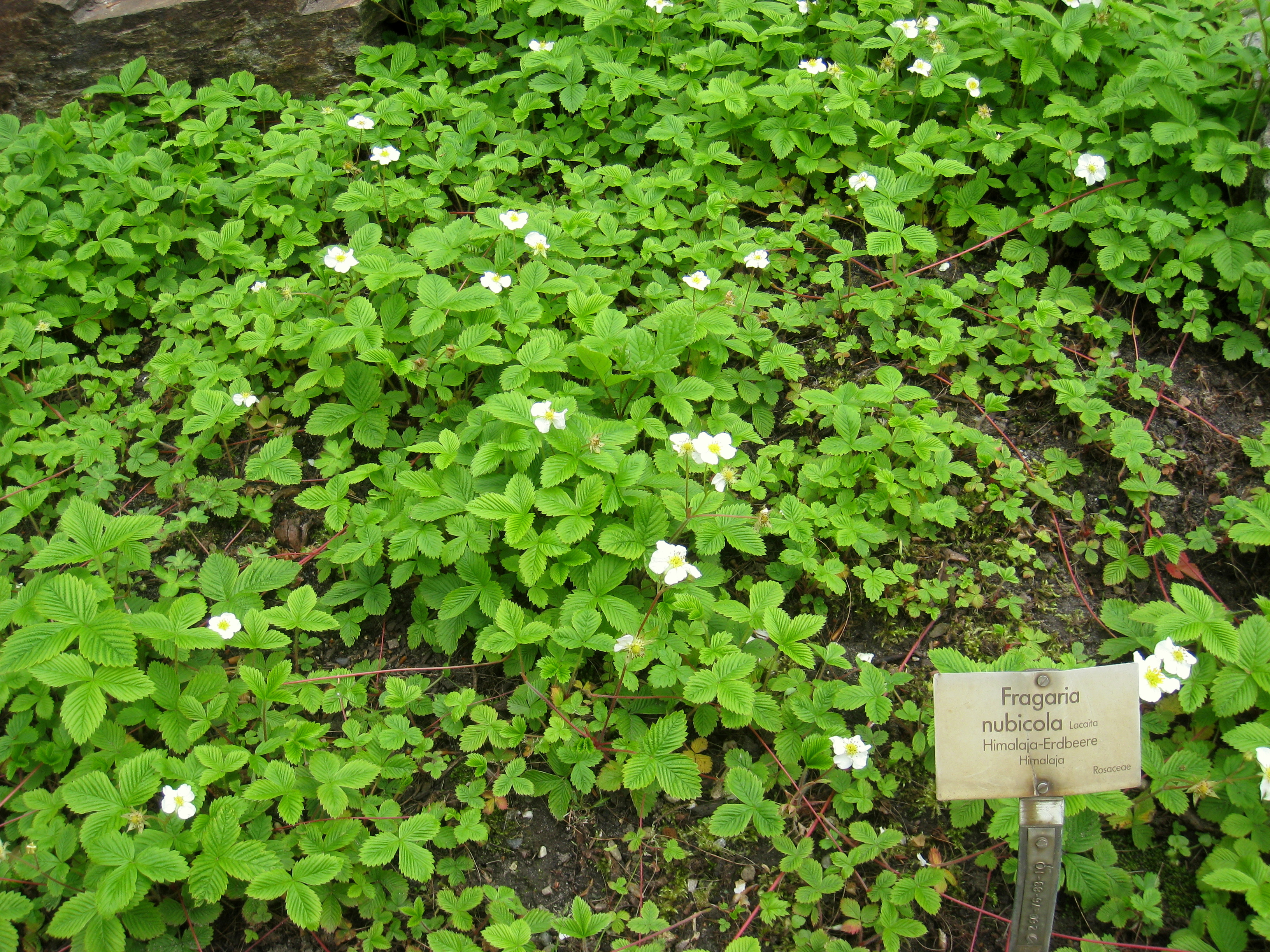